# Humanoid (album d'Accept)
Pour les articles homonymes, voir Humanoid.
Albums de Accept
Too Mean to Die
(2021)
Humanoid est le dix-septième album studio du groupe allemand de heavy metal Accept, sorti le 26 avril 2024. C'est le premier album studio du groupe chez Napalm Records, avec qui Accept avait signé en février 2022.

## Reception
Humanoid a reçu des critiques positives de la part des critiques. Dom Lawson de Blabbermouth.net accorde à l'album une note de sept et demi sur dix, écrivant : « Pour ceux qui ont apprécié les cinq précédents, il n'y a absolument rien ici qui ne soit à la hauteur des attentes. Accept sont, et ont toujours été, exceptionnellement doués pour le heavy metal. C'est leur truc. » Il ajoute que l'album « peut être dévoré comme un autre généreux assortiment d'hymnes métalliques frais. » Lawson compte Unbreakable et Mind Games « parmi les meilleures chansons que le groupe ait écrites depuis 2009 », et perçoit Straight Up Jack « comme une référence sans complexe à AC/DC qu'il est impossible de lui resister ».

## Liste des chansons
| 1.    | Diving into Sin                                                                                                  | 4:00 |
| 2.    | Humanoid | 4:35 |
| 3.    | Frankenstein | 4:14 |
| 4.    | Man Up | 5:08 |
| 5.    | The Reckoning | 4:34 |
| 6.    | Nobody Gets Out Alive                                                                                            | 4:06 |
| 7.    | Ravages of Time                                                                                                  | 4:15 |
| 8.    | Unbreakable | 4:53 |
| 9.    | Hard Times (reprise de Curtis Mayfield, en tant que bonus track disponible seulement dans les editions limitées) | 3:41 |
| 10.   | Mind Games | 4:05 |
| 11.   | Straight Up Jack                                                                                                 | 3:27 |
| 12.   | Southside of Hell                                                                                                | 4:56 |
| 51:41 | |      |

## Membres du groupe

### Accept
- Mark Tornillo – Chant
- Wolf Hoffmann – guitare
- Philip Shouse– guitare
- Uwe Lulis – guitare
- Martin Motnik – basse
- Christopher Williams – batterie